# Relazioni bilaterali tra Armenia e Francia
Le relazioni franco-armene esistono dai primi contatti stabiliti tra i francesi e gli armeni nel regno armeno di Cilicia nel XII secolo. Le relazioni diplomatiche formali tra l'Armenia e la Francia sono state stabilite il 24 febbraio 1992. Le relazioni sono considerate eccellenti, con entrambi i paesi che cooperano sugli aspetti legati alla diplomazia, alla cultura e all'esercito. Grazie alle buone relazioni tra i due paesi, il 2006 è stato proclamato l'anno dell'Armenia in Francia.

## Storia

### Medioevo

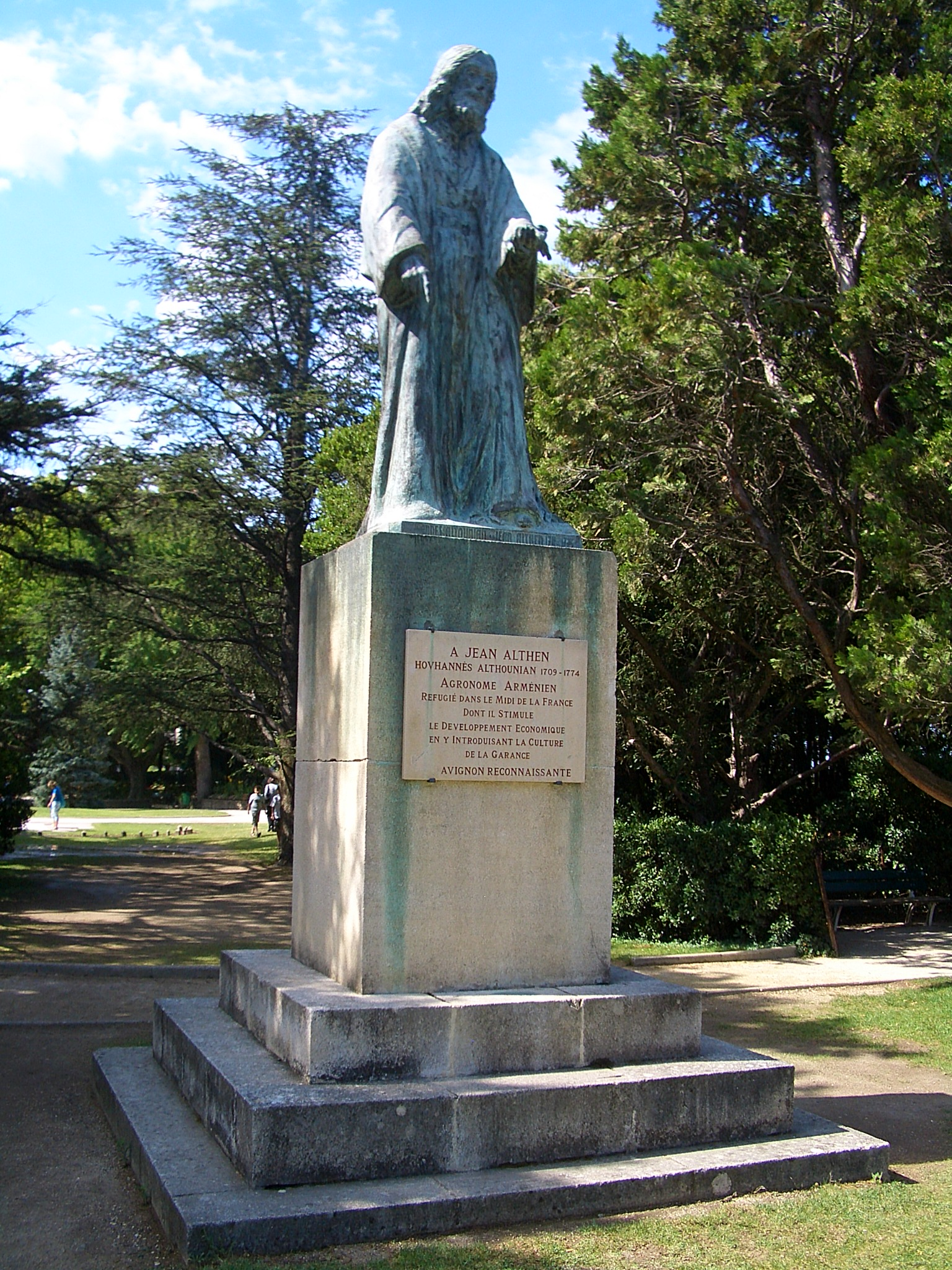
Statua dell'agronomo armeno Jean Althen (1709–1774) ad Avignone.

Prima dell'XI secolo, i Franchi e gli Armeni avevano contatti limitati a causa della distanza fisica tra le due nazioni. Tuttavia, c'erano precedenti contatti tra armeni e franchi attraverso l'Impero romano. Nel 554 durante la battaglia di Casilinum il generale armeno Narsete dell'Impero romano d'Oriente scacciò i Franchi e i loro alleati Alemanni dalla penisola italiana.
Verso l'XI secolo gli Armeni fondarono il Principato e poi il Regno di Cilicia, che si trovava sulla costa mediterranea e quindi accessibile ai Franchi e agli altri europei che partecipavano alle Crociate. L'Armenia era l'ultimo rifugio sicuro cristiano per i crociati prima di affrontare gli eserciti islamici di Siria e Palestina. A differenza dell'arrivo dei turchi nell'area, l'arrivo dei Franchi fu interpretato positivamente da scrittori armeni e altri intellettuali.
Nel XII e XIII secolo, i continui contatti con l'Europa occidentale, in particolare con il Regno dei Franchi, aprirono la strada a importanti cambiamenti sociali, culturali e politici nell'Armenia cilicia. Gli armeni, che hanno una propria branca del cristianesimo, entrarono in contatto con i cattolici.
L'ultima dinastia (i Lusignano) a governare l'Armenia cilicia era di origine franca. L'ultimo re, Leone VI d'Armenia, fu sepolto nella Basilica di Saint Denis insieme a importanti re francesi come Carlo Martello, Luigi XIV e molti altri. Era infatti l'unico straniero che venne sepolto lì.

### Contatti all'interno dell'Impero ottomano

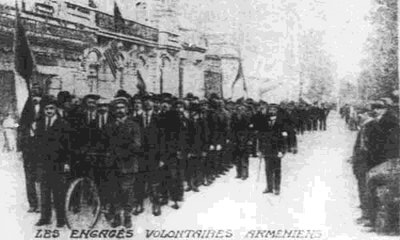
Volontari armeni in attesa di unirsi all'esercito francese tra il 1916 e il 1917

Durante il regno di Luigi XIV, un gran numero di manoscritti armeni furono portati nella Biblioteca Nazionale di Francia. L'Armenia e i personaggi armeni sono spesso presenti nella letteratura francese classica. Autori come Montesquieu, Voltaire, Rousseau e molti altri hanno spesso parlato del contatto dei loro personaggi principali con i personaggi secondari armeni.
Gli studi armeni iniziarono a svilupparsi in Francia dopo la creazione del dipartimento armeno della Scuola di lingue orientali su iniziativa di Napoleone I.

## Relazioni diplomatiche odierne
Le relazioni diplomatiche tra l'Armenia e la Francia sono state stabilite il 24 febbraio 1992.
Sebbene abbia una popolazione di lingua francese molto ridotta, a causa dei suoi legami storici con la Francia, l'Armenia è stata selezionata per ospitare il vertice biennale della Francofonia nel 2018. Il francese è insegnato alla Fondation Université Française en Arménie a Yerevan.

## Genocidio armeno
Durante il 1915, i francesi accolsero decine di migliaia di armeni nel loro paese, ritenuto un rifugio sicuro. Francia è stata anche uno dei pochi paesi a inviare navi di soccorso per gli armeni. Dopo un'eroica battaglia di autodifesa di 53 giorni, la popolazione di Musa Dagh fu salvata dai francesi. La popolazione alla fine si sarebbe stabilita in Libano, principalmente nella città di Anjar.
Nel 1998, con una forte obiezione turca, è stata approvata una risoluzione dell'Assemblea nazionale francese, in cui si diceva che "la Francia riconosce il genocidio armeno del 1915".
La Francia è stata anche il primo paese europeo a riconoscere ufficialmente il genocidio armeno (2001).
Nel 2006, le tensioni tra Francia e Turchia sono aumentate dopo che l'Assemblea nazionale francese ha votato a favore di un disegno di legge che rende illegale la negazione del genocidio armeno.

## Armeni in Francia
Gli armeni di Francia, che si contano tra 250.000 e 750.000, sono rimasti vicini alle loro origini culturali, mentre allo stesso tempo si sono integrati in Francia e hanno contribuito notevolmente alla cultura francofona.
Molti scrittori, pittori e musicisti armeni, come Sarian, Kochar, Issahakian, Komitas e molti altri hanno lavorato e sono morti in Francia. Sia i francesi che gli armeni sono orgogliosi di artisti del calibro di Charles Aznavour e Henri Verneuil.

## Missioni diplomatiche
- L'Armenia ha un'ambasciata a Parigi e consolati generali a Lione e Marsiglia.
- La Francia ha un'ambasciata a Yerevan.

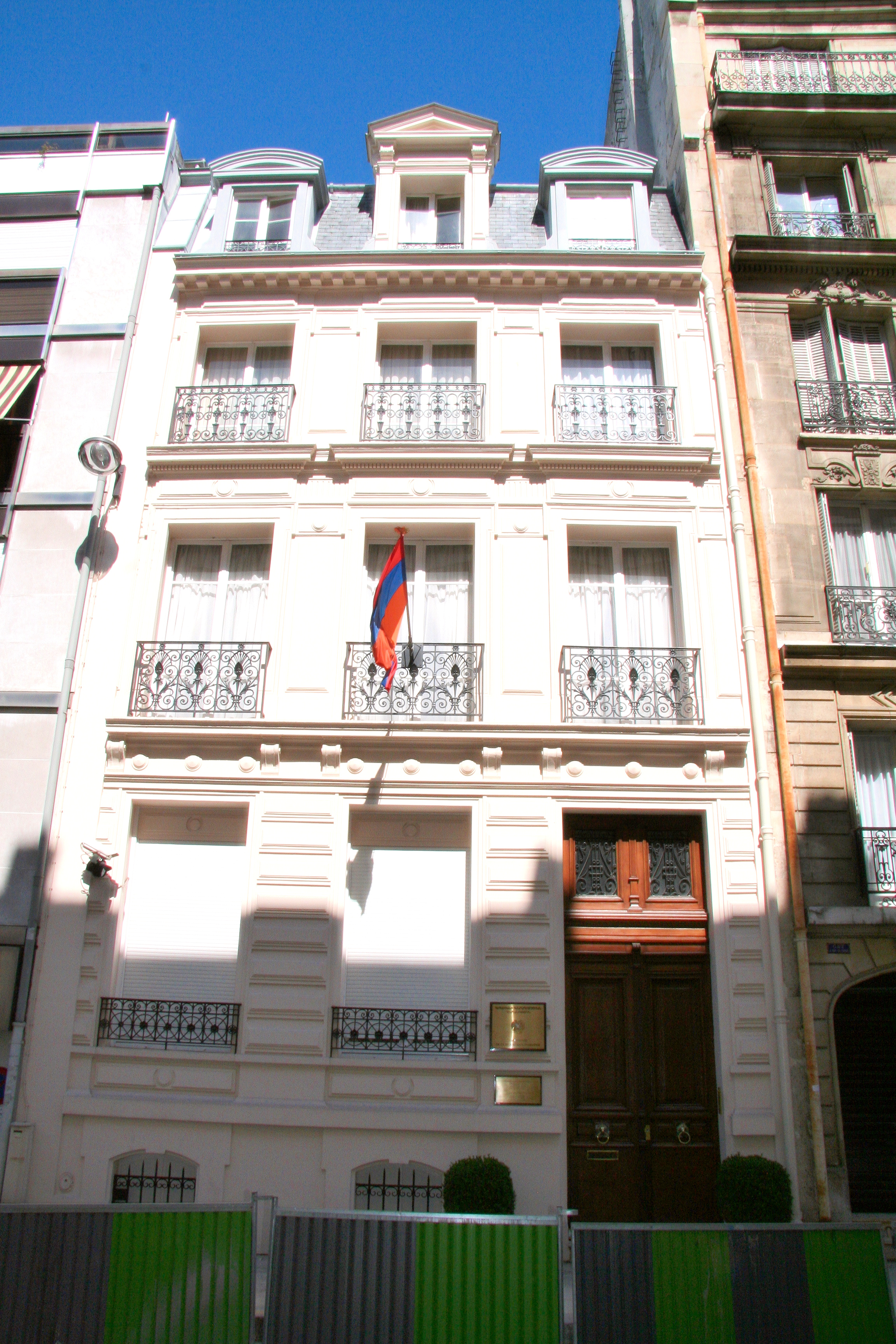
Ambasciata dell'Armenia a Parigi
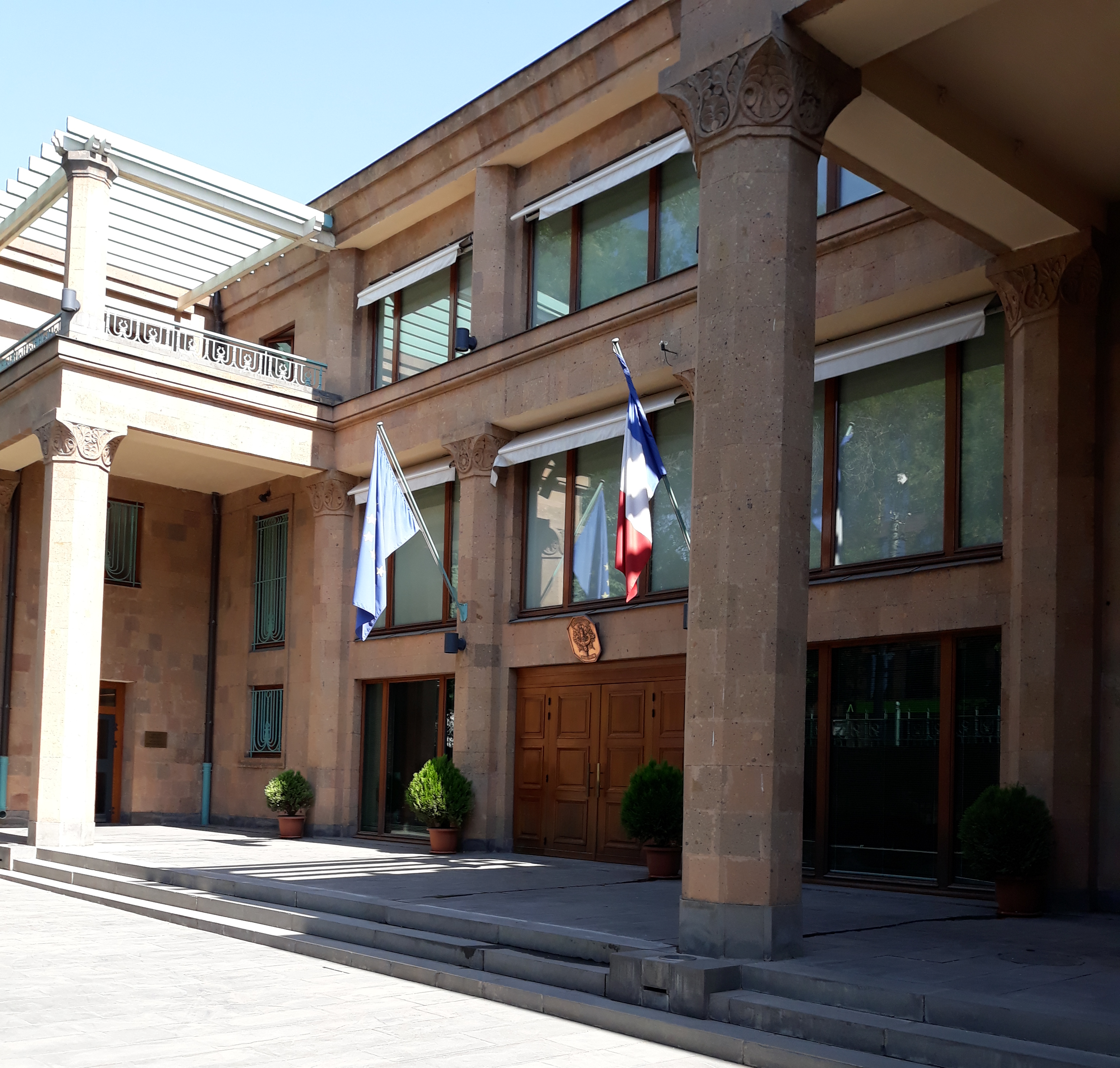
Ambasciata di Francia a Yerevan